# Френк Ґрем
Френк Лі Ґрем (англ. Frank Lee Graham; нар. 22 листопада 1914 — пом. 2 вересня 1950) — американський радіоведучий, актор та сценарист.

## Життєпис
Френк Ґрем народився у Детройті, в родині відомої оперної співачки Етель Бріґґз Ґрем. З дитинства їздив разом з матір'ю на гастролі.
Провчившись рік у Каліфорнійському університеті він кинув навчання заради акторської кар'єри. 
1937 року він переїжджає у Голлівуд, де починає працювати диктором на радіостанції KNX. 
З 1941 року починає брати участь в озвучуванні мультфільмів студії MGM та Warner Bros.. 
У 1943 році бере участь у написанні сценарію до фільму «Космо Джонс». Брав участь в зйомках і озвучуванні фільмів: «Будинок завтрашнього дня» (1949), «Кращий мисливець» (1944), «Гаряча Червона шапочка» (1943), «Три Кабальєро» (1944), «Троє поросят і вовк Адольф» (1942), «Розсудливість і емоція» (1943) та ін.
У 1950 році Френк Ґрем був знайдений мертвим у власному автомобілі біля свого будинку. Поліція встановила що актор покінчив життя самогубством, отруївшись чадним газом.

## Фільмографія
- 1942 — Привіт, друзі! — озвучування
- 1941 — Троє кабальєрів — оповідач
- 1941 — Ніч перед Різдвом — оповідач